# Petersburg (Nebraska)
Petersburg és una població dels Estats Units a l'estat de Nebraska. Segons el cens del 2000 tenia 374 habitants.

## Demografia
Segons el cens del 2000, Petersburg tenia 374 habitants, 165 habitatges, i 102 famílies. La densitat de població era de 390,3 habitants per km².
Dels 165 habitatges en un 28,5% hi vivien nens de menys de 18 anys, en un 51,5% hi vivien parelles casades, en un 6,1% dones solteres, i en un 37,6% no eren unitats familiars. En el 37,6% dels habitatges hi vivien persones soles el 26,1% de les quals corresponia a persones de 65 anys o més que vivien soles. El nombre mitjà de persones vivint en cada habitatge era de 2,25 i el nombre mitjà de persones que vivien en cada família era de 2,97.
Per edats la població es repartia de la següent manera: un 27,3% tenia menys de 18 anys, un 5,1% entre 18 i 24, un 19,3% entre 25 i 44, un 20,3% de 45 a 60 i un 28,1% 65 anys o més.
L'edat mediana era de 44 anys. Per cada 100 dones de 18 o més anys hi havia 92,9 homes.
La renda mediana per habitatge era de 29.688 $ i la renda mediana per família de 39.792 $. Els homes tenien una renda mediana de 29.375 $ mentre que les dones 21.964 $. La renda per capita de la població era de 17.312 $. Aproximadament el 3,8% de les famílies i el 8,8% de la població estaven per davall del llindar de pobresa.

## Poblacions més properes
El següent diagrama mostra les poblacions més properes.